# Zale setipes
Zale setipes är en fjärilsart som beskrevs av Achille Guenée 1852. Zale setipes ingår i släktet Zale och familjen nattflyn. Inga underarter finns listade i Catalogue of Life.